# Leptosia nupta
Leptosia nupta is een vlinder uit de onderfamilie Pierinae van de familie van de witjes (Pieridae).
De wetenschappelijke naam van de soort werd in 1873 gepubliceerd door Arthur Gardiner Butler.

## Ondersoorten
- Leptosia nupta nupta
- Leptosia nupta pseudonupta Bernardi, 1959
- Leptosia nupta viettei Bernardi, 1959